# Ingemar Liljefors
Ingemar Liljefors, född 13 december 1906 i Göteborg, död 14 oktober 1981, var en svensk tonsättare, pianist och professor.

## Biografi
Liljefors var lärare i piano och harmonilära vid Kungliga Musikhögskolan och blev professor 1968. Han var en av initiativtagarna till Fylkingen och dess ordförande 1933-1946 och ordförande i FST - Föreningen svenska tonsättare 1947-1963.
Bland Liljefors' kompositioner märks flera verk för piano, en violinkonsert, orkesterverk och sånger. 
Liljefors var son till Ruben Liljefors samt far till Inger och Mats Liljefors.

## Utmärkelser
- 1958 Ledamot (nr. 680) av Kungliga Musikaliska Akademien